# Granica chińsko-mjanmańska
Granica chińsko-mjanmańska – granica międzypaństwowa, ciągnąca się na długości  2185 km od trójstyku z Indiami na zachodzie do trójstyku z Laosem na wschodzie.